# Internationella handikappåret
1981 utropades av FN som Internationella handikappåret, med målet att anta en plan om möjligheter för människor med funktionsnedsättning.  Slogan var "en rullstol i varje hem" Detta ledde senare till att Konventionen om rättigheter för personer med funktionsnedsättning antogs.
Ian Dury skrev en sång, Spasticus Autisticus, på temat.

### Fotnoter
1. ↑  The Independent - Hit Me!, Leicester Square Theatre, London